# Erik Reichenberg
Erik Edvard Hugo Reichenberg, född 6 januari 1892 i Stockholm, död 9 mars 1980 i Västerås, var en svensk major som var krigsfrivillig i Tyskland och Finland.
Reichenberg var infanterist och tillhörde officerskåren vid Dalregementet. Som frivillig på den vita sidan i finska inbördeskriget var han chef för Svenska brigadens kulsprutekompani. Efter Tammerfors erövring blev han kommendant för truppavdelningen vid stadens järnvägsstation, där röda fångar internerades, förhördes, dömdes och arkebuserades. Enligt Nils Wickström (se nedan) skötte han sin syssla "med den för honom vanliga klämmen". 
Han deltog på den tyska sidan under första världskriget. För visad tapperhet tilldelades han Järnkorset av 2:a klassen. Som erkänsla för sina insatser i Finland tilldelades han Finlands frihetskors av 4:e klassen och Tammerforsmedaljen.
Under andra världskriget kom han som chef att vakta internerade norrmän.
Reichenbergs personarkiv förvaras hos Krigsarkivet i Stockholm. Detta innehåller handlingar gällande det tyska regementet "Königin Victoria von Schweden", bilder från inbördeskriget i Finland (1918) m.m. Arkivet är tillståndsbelagt. 